# Manifiesto de Sandhurst

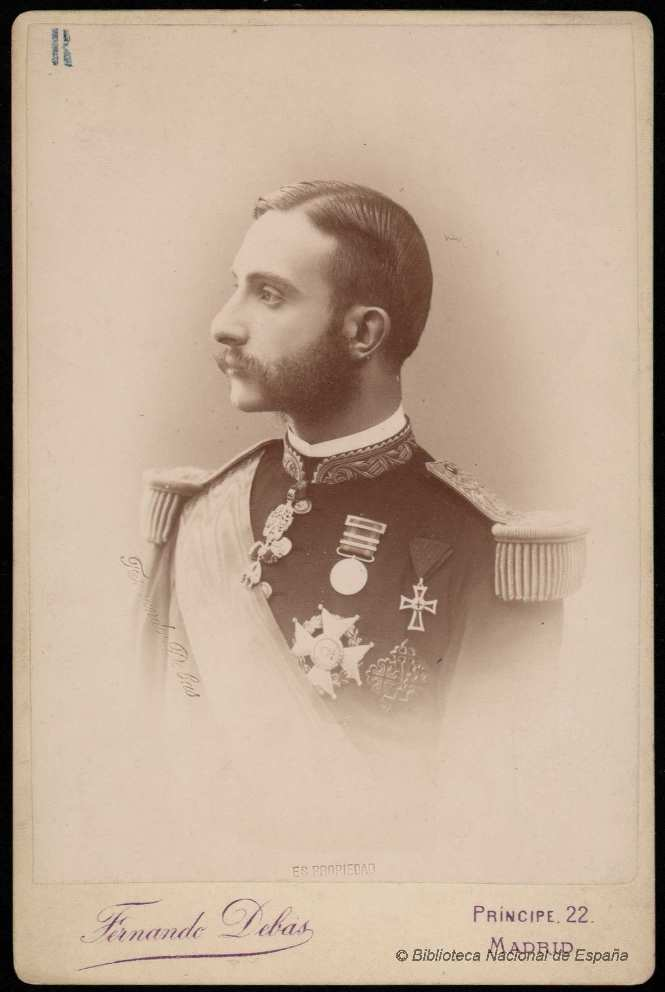
Fotografía del joven rey Alfonso XII.

El Manifiesto de Sandhurst fue un manifiesto de carácter político firmado por el entonces príncipe Alfonso de Borbón (futuro rey Alfonso XII de España), mientras se encontraba en el exilio cursando estudios en la británica Real Academia Militar de Sandhurst, de ahí el nombre con el que fue conocido. Fue hecho público el 1 de diciembre de 1874, tres días después de que el príncipe hubiera cumplido los diecisiete años y fue redactado cuidadosamente por Antonio Cánovas del Castillo, el líder del alfonsismo en el interior de España. El objetivo de Cánovas era «que se comprenda ya que España tiene un rey, capaz de empuñar el cetro tan pronto como se le llame», según le escribió a la anterior soberana, Isabel II.
El manifiesto se publicó por la prensa española el 27 de diciembre.[cita requerida] Dos días después, el 29 de diciembre, el general Martínez Campos encabezó el pronunciamiento de Sagunto en el que se proclamó como rey de España a Alfonso XII. El movimiento no encontró gran oposición en el país y Cánovas rápidamente asumió el Ministerio-Regencia a la espera del rey, lo que supuso el nacimiento de la Restauración borbónica.

## Antecedentes históricos
El príncipe Alfonso era hijo de la reina Isabel II de España y había cumplido diecisiete años de edad el 28 de noviembre de 1874. Se encontraba exiliado tras la revolución de 1868 que destronó a su madre. Había estudiado en varios países y terminó su formación en la Academia Militar británica de Sandhurst.
En España, tras la Revolución de 1868, se habían sucedido distintos regímenes en un periodo conocido como Sexenio Democrático. En 1874 había caído la República Federal, tras el golpe del general Pavía, y el poder de la República se encontraba en manos del general Serrano.
Antonio Cánovas del Castillo había colaborado en la redacción del Manifiesto de Manzanares (1854) y había ocupado varios cargos con los gobiernos de la Unión Liberal. A partir de 1873 pasó a dirigir la vuelta en toda regla de los Borbones a España, convirtiéndose en el verdadero artífice de la Restauración borbónica.

## Elaboración y publicación

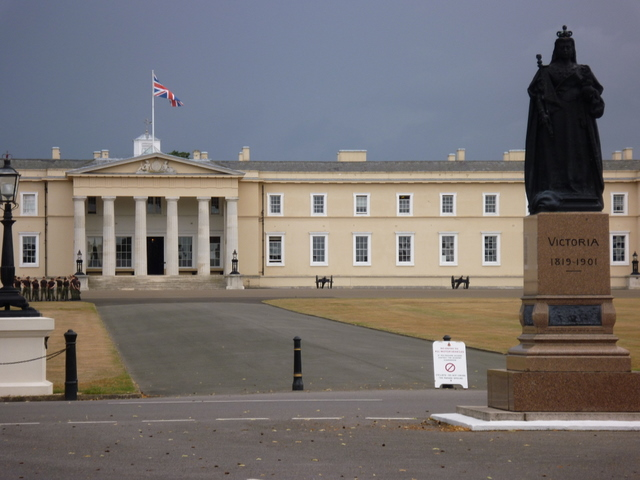
Vista de la Real Academia Militar de Sandhurst con la estatua de la reina Victoria en primer plano. Allí estaba cursando estudios militares el príncipe Alfonso desde octubre de 1874.

Formalmente era una carta remitida desde la británica Real Academia Militar de Sandhurst, donde el príncipe Alfonso había ingresado a principios de octubre de 1874 por iniciativa de Antonio Cánovas del Castillo, el máximo dirigente de la causa alfonsina desde agosto de 1873, con la finalidad de potenciar su imagen constitucional, en respuesta a las numerosas felicitaciones que había recibido desde España con motivo de su 17 cumpleaños y en especial a un documento, redactado por el marqués de Molins y suscrito por la alta nobleza, en el que tras felicitarle «cuando V.A. toca los umbrales de la edad viril», «dirigiendo sus estudios a las ciencias militares en que se enseña a obedecer para saber mandar», y tras aludir a Inglaterra, modelo de las monarquías constitucionales, que «fomenta con filial esmero el casi religioso amor entre reyes y súbditos», le decían lo siguiente:

[Los que suscriben], firmes en sus creencias religiosas, leales a sus legítimos reyes, amantes de las instituciones representativas de su patria… piden a Dios, por quien reinan los reyes y por quien los legisladores acuerdan con justicia, que V. A. halle el premio de su noble conducta y que sea, en todos los conceptos, un príncipe digno del nombre que lleva, del siglo en que vive y del país que le vio nacer.

La carta-manifiesto había sido escrita por Cánovas, aunque pasó por diversas manos, incluida la ex reina Isabel II, quien, según Cánovas, lo discutió «detenidamente». Fue enviado a varios periódicos europeos, que lo publicaron (los ingleses Morning Post y The Times; el francés La Liberté, y el austríaco Die Presse), pero a ningún soberano. Según Manuel Suárez Cortina, el momento escogido por Cánovas para dar a conocer el Manifiesto no sólo se debió al 17 cumpleaños del príncipe Alfonso sino también a que la candidatura al trono del duque de Montpensier, casado con la hermana menor de Isabel II, estaba reapareciendo.

## Contenido

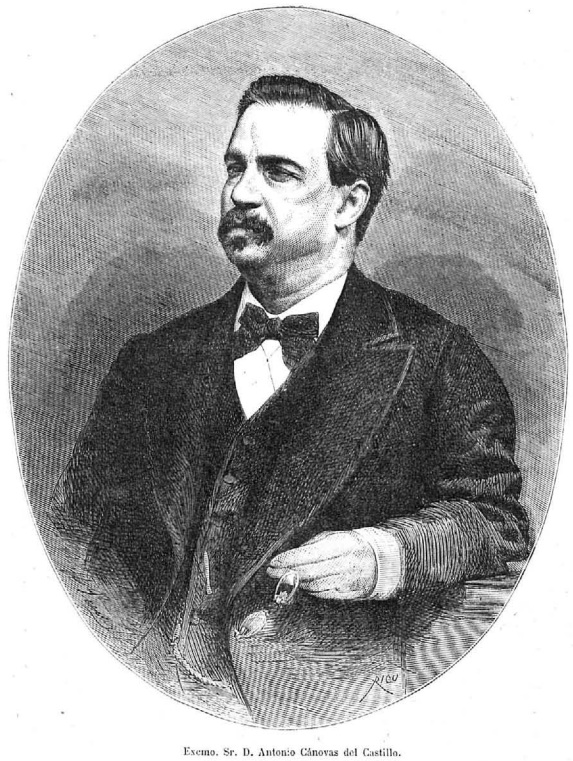
Antonio Cánovas del Castillo en 1872. Desde agosto de 1873 encabezó la causa «alfonsina» y fue el autor del Manifiesto.

En el Manifiesto el príncipe Alfonso ofrecía la restauración de la «monarquía hereditaria y representativa» en su persona («único representante yo del derecho monárquico en España») como «lo único que inspira ya confianza en España» al estar «huérfana la nación ahora de todo derecho público e indefinidamente privada de sus libertades». El Manifiesto concluía: «Sea lo que quiera mi propia suerte, ni dejaré de ser buen español, ni, como todos mis antepasados, buen católico, ni, como hombre del siglo, verdaderamente liberal». Sobre este párrafo final del Manifiesto el príncipe Alfonso tuvo que tranquilizar a su madre: «Permíteme que te diga que es más afirmativo decir que “seré como mis antepasados buen católico” que no el decir que seré tan católico como ellos, porque en lo primero parto del principio de ser buen católicos y en lo segundo podría imitar al que quisiese, porque entre tantos antepasados ha habido de todo». Por otro lado, un personaje de una novela de Benito Pérez Galdós se hizo eco de la contradicción que suponía en la época  proclamarse al mismo tiempo liberal y católico: «¿Liberal y católico? ¡Pero si el Papa ha dicho que el liberalismo es pecado! Como no sea que el príncipe Alfonso haya descubierto el secreto para introducir el alma de Pío IX en el cuerpo de Espartero…».
Como ha destacado Ramón Villares, «los contenidos de este manifiesto son un prodigio de concisión. En apenas mil palabras están resumidos los principios básicos del régimen de la Restauración…». Villares destaca tres: la continuidad dinástica, la Monarquía Constitucional y la proclamación del príncipe de un sentimiento patriótico, liberal y católico. Feliciano Montero coincide con Villares: el Manifiesto constituye «quizá la mejor síntesis del proyecto canovista de restauración alfonsina», «síntesis perfecta de los principios inspiradores del nuevo régimen». Montero señala cuatro: «llenar con legitimidad dinástica un vacío político y jurídico que de hecho se había ido agrandando durante el Sexenio» («Huérfana la nación ahora de todo derecho público e indefinidamente privada de sus libertades», se dice en el Manifiesto); «conciliar, pacificar, buscar vías de transacción, para dar cabida al máximo de posiciones» («…antes de mucho estarán conmigo todos los de buena fe, sean cuales fueren sus antecedentes políticos, comprendiendo que no pueden temer exclusiones ni de un monarca nuevo y desapasionado ni de un régimen que precisamente hoy se impone porque representa la unión y la paz»); «una soberanía nacional compartida entre el rey y las Cortes» («No hay que esperar que decida yo nada de plano y arbitrariamente; sin Cortes no resolvieron los negocios arduos los príncipes españoles allá en los antiguos tiempos de la Monarquía»); y «la solución "tolerante" anunciada a la cuestión religiosa» («Sea lo que quiera mi propia suerte, ni dejaré de ser buen español, ni, como todos mis antepasados, buen católico, ni, como hombre del siglo, verdaderamente liberal»).
Manuel Suárez Cortina ha hecho una valoración del Manifiesto que coincide en lo esencial con la de Villares y la de Montero: «El Manifiesto fue una obra de delicado tacto para poner en boca de Alfonso las ideas básicas de la Restauración. Desde el punto de vista del contenido expresaba el afán de reconciliación que debe tener el nuevo reinado, el carácter tradicional, pero también abierto e integrador de la Monarquía constitucional y la necesidad de superar tanto el marco político de la Constitución de 1845, como la de 1869. […] También mostraba la necesidad de hacer compatible la tradición católica con la libertad…». Carlos Seco Serrano comparte la misma valoración: «El texto resume, de manera patente, la idea y el programa canovista, basado en un principio de continuidad histórica: su visión de una España articulada en torno a dos ejes históricos: la monarquía y las Cortes; su designio integrador; la apertura a ‘’todos’’ los españoles de buena fe; la conciliación entre Iglesia y Estado… liberal».
Según Ramón Villares, «su contenido debe entenderse como la expresión del pacto político a que llegaron las distintas facciones internas del alfonsismo a finales de 1874 para legitimar la alternativa borbónica y lanzar un programa de acción para el joven príncipe… Su objetivo era presentar tanto en España como en el extranjero las grandes líneas de la operación política que se estaba gestando».

## El pensamiento político del príncipe Alfonso
Lo que pensaba realmente el príncipe don Alfonso aparece recogido en la siguiente carta que le envió a su madre el 30 de noviembre de 1874, un día antes de que se hiciera público el Manifiesto (y que Cánovas filtró a la prensa):

Creo que en España lo que yo tendré que hacer será reunir todas las fuerzas intelectuales del país y unido con ellas matar la palabra ‘partido’ y colocar en su lugar la de ‘regeneración de la Patria’ y, sin cesar, tratar de levantar a la altura de los demás países europeos nuestra agricultura, nuestra industria, nuestro comercio…, reponer su hacienda, es decir que haya economía y proteger las leyes en lo futuro, olvidando lo pasado para obtener orden. Cuando esto esté hecho, que no podrá ser en poco tiempo por mucho que trabajemos todos los españoles, entonces que renazcan de nuevo los partidos que debe haber y que ha habido siempre en una monarquía constitucional…, pero esto no será otra vez útil en España sino en tiempo de mis hijos. En el mío no han de existir los partidos, porque así como en una guerra que agobia a un país todo cede por empuñar las armas en defensa de la Patria, así hemos de estar combatiendo por algún tiempo contra un enemigo bien fuerte, nuestro propio decaimiento.

Sin embargo, Ángeles Lario ha señalado que «en su práctica como rey respetó esos partidos que en sus primeros impulsos regeneracionistas quería eliminar». Alfonso XII siempre «dejó claro su firme propósito de gobernar constitucionalmente» «al modo inglés», de ahí su interés por conocer el funcionamiento de las instituciones británicas, como pondría en evidencia en la entrevista privada que mantuvo con el embajador Layard en octubre de 1875, cuando ya era rey, a quien hizo muchas preguntas sobre el sistema político británico. Por su parte Carlos Dardé comenta: «No puede pretenderse que un adolescente, en las circunstancias por las que había travesado, por listo que fuera y por mucho que le hubiera enseñado el exilio en Francia, Suiza, Austria y Gran Bretaña, fuera capaz de encontrar la fórmula para dotar de estabilidad al régimen liberal en España». Y añade: «Alfonso XII apoyó y se identificó con lo mejor de un proyecto que era de una generación anterior a la suya —con lo que tenía de llamamiento a la unidad y a la concordia, de patriotismo—, pero quedó desconcertado al comprobar la otra cara de la moneda —la corrupción administrativa en que ampliamente descansaba. No entendía que Cánovas consintiera todo aquello y que, incluso, no le diera demasiada importancia».